# Jindřich Percy (3. hrabě z Northumberlandu)
Jindřich Percy, 3. hrabě z Northumberlandu (25. červenec 1421 – 29. březen 1461) byl synem Jindřicha Percyho, 2. hraběte z Northumberlandu a jeho manželky Eleanor Nevillové, dcery Ralfa Neville a jeho druhé ženy Jany Beaufortové.
Mezi jeho strýce z matčiny strany patřil mimo jiné Richard Neville, hrabě ze Salisbury. Jeho tetou z matčiny strany byla Cecílie Nevillová, která byla blízkou příbuznou Eduarda IV., Jiřího Plantageneta, vévody z Clarence a Richarda III. – příslušníků rodu Yorků.
Roku 1435 se Jindřich oženil s Eleanor Poyningsovou. Podobně jako jeho otec, podporoval ve válce růží rod Lancasterů. 30. prosince 1460 bojoval na jejich straně v bitvě u Wakefieldu. Velel také lancasterskému oddílu v krvavé bitvě u Towtonu 29. března 1461 kde byl zabit. Jeho manželka zemřela 11. února 1483.